# Mgriit
Mgriit (IMA-Symbol Mgi) ist ein sehr selten vorkommendes Mineral aus der Mineralklasse der „Sulfide und Sulfosalze“ mit der idealisierten chemischen Zusammensetzung Cu3AsSe3 oder Cu3[AsSe3] in der kristallchemischen Strukturformel nach Strunz. Mgriit ist damit chemisch gesehen ein Kupfer-Arsen-Selenid. Als enge Verwandte der Sulfide werden die Selenide in dieselbe Klasse eingeordnet.
Mgriit kristallisiert im kubischen Kristallsystem, konnte bisher aber nur in Form derber Mineral-Aggregate gefunden werden. Das Mineral ist undurchsichtig (opak) und zeigt auf den im Auflicht grau mit einem bräunlichen Stich erscheinenden Oberflächen einen metallischen Glanz. Die Strichfarbe von Mgriit ist dunkelgrau.

## Etymologie und Geschichte

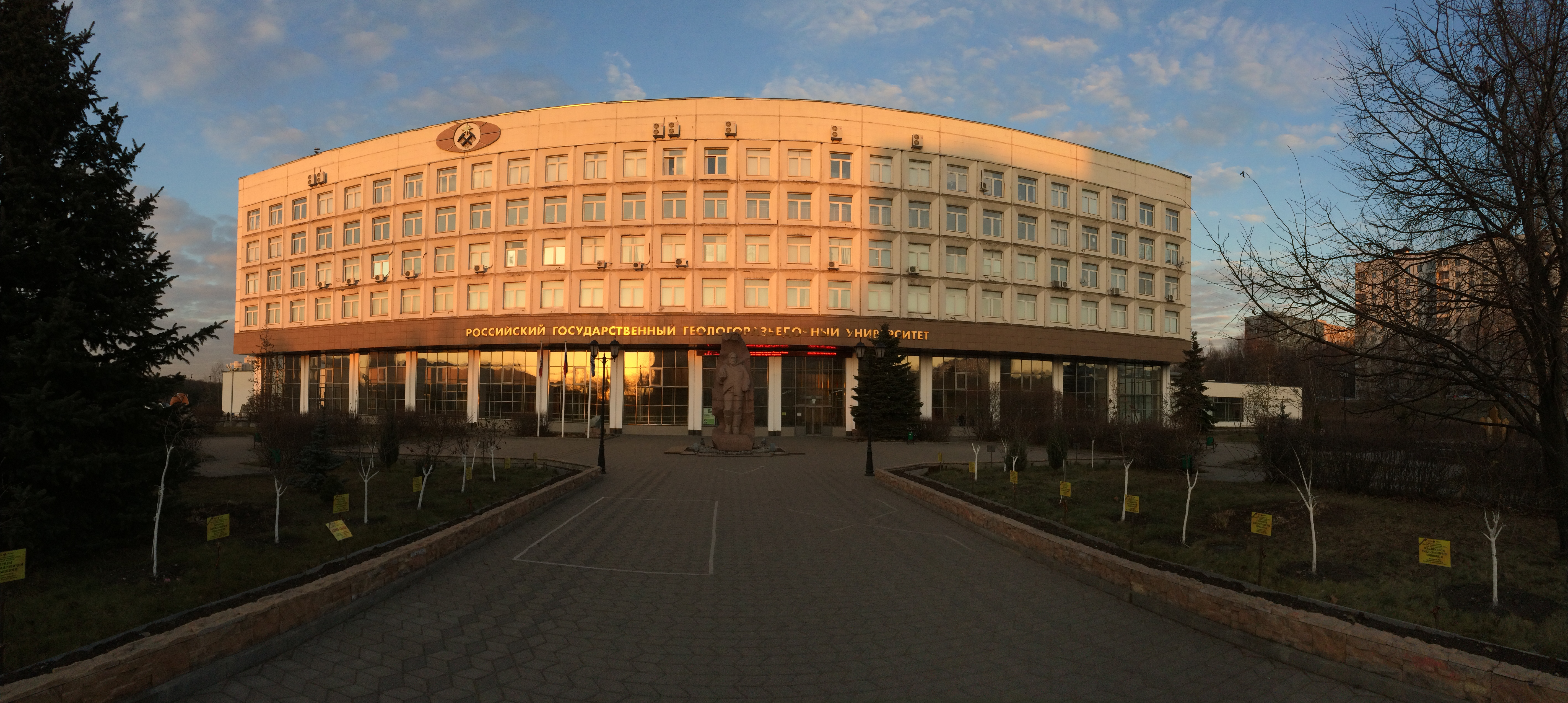
Institut für Geologische Erkundung, Moskau (Moskovskogo Geologorasvedochnii Institut, MGRI)

Erstmals entdeckt wurde Mgriit im Bergbaurevier Schlema-Alberoda-Hartenstein im sächsischen Erzgebirgskreis (Deutschland). Die Erstbeschreibung erfolgte 1982 durch Yu. M. Dymkov, T. I. Loseva, E. N. Zavyalov, B. I. Ryzhov und L. I. Bochek (russisch: Ю. М. Дымков, Т. И. Лосева, Е. Н. Завьялов, д. чл. Б. И. Рыжов, Л. И. Бочек), die das Mineral nach der Russischen Staatlichen Geologischen Prospektionsuniversität (ehemals „Moskauer Institut für Geologische Erkundung“; englisch Moscow Geological Prospecting Institute, MGRI; russisch Российский государственный геологоразведочный университет) benannten.
Das Typmaterial des Minerals wird im Mineralogischen Museum der Russischen Akademie der Wissenschaften in Moskau aufbewahrt.

## Klassifikation
Da der Mgriit erst 1980 als eigenständiges Mineral anerkannt und dies erst 1982 publiziert wurde, ist er in der seit 1977 veralteten 8. Auflage der Mineralsystematik nach Strunz noch nicht verzeichnet.
Im zuletzt 2018 überarbeiteten und aktualisierten Lapis-Mineralienverzeichnis nach Stefan Weiß, das sich aus Rücksicht auf private Sammler und institutionelle Sammlungen noch nach dieser alten Form der Systematik von Karl Hugo Strunz richtet, erhielt das Mineral die System- und Mineral-Nr. II/C.11-78. In der „Lapis-Systematik“ entspricht dies der Klasse der „Sulfide und Sulfosalze“ und dort der Abteilung „Sulfide mit dem Stoffmengenverhältnis Metall : S,Se,Te ≈ 1 : 1“, wo Mgriit zusammen mit Argentotennantit-(Zn), Argentotetraedrit, Chaméanit, Freibergit, Giraudit-(Zn), Goldfieldit, Hakit-(Hg), Tennantit und Tetraedrit sowie den inzwischen diskreditierten Annivit die „Tetraedritgruppe“ bildet.
Die von der International Mineralogical Association (IMA) zuletzt 2009 aktualisierte 9. Auflage der Strunz’schen Mineralsystematik ordnet den Mgriit dagegen in die Abteilung der „unklassifizierte Sulfosalze“ ein. Diese ist weiter unterteilt nach der möglichen Anwesenheit von Blei (Pb) in der Formel, so dass das Mineral entsprechend seiner Zusammensetzung in der Unterabteilung „ohne Pb“ zu finden ist, wo es als einziges Mitglied die unbenannte Gruppe 2.LA.45 bildet.
Auch die vorwiegend im englischen Sprachraum gebräuchliche Systematik der Minerale nach Dana ordnet den Mgriit in die Klasse der „Sulfide und Sulfosalze“ und dort in die Abteilung der „Sulfosalze“ ein. Hier ist er als einziges Mitglied in der unbenannten Gruppe 03.04.07 innerhalb der Unterabteilung „Sulfosalze mit dem Verhältnis 3 > z/y und der Zusammensetzung (A+)i (A2+)j [ByCz], A = Metalle, B = Halbmetalle, C = Nichtmetalle“ zu finden.

## Chemismus
Entsprechend der idealisierten (theoretischen) Zusammensetzung besteht Mgriit (Cu3AsSe3) im Verhältnis aus je drei Teilen Kupfer (Cu) und Selen (Se) sowie einem Teil Arsen (As). Dies entspricht einem Massenanteil (Gewichts-%) von 37,94 Gew.-% Cu, 14,91 Gew.-% As und 47,15 Gew.-% Se
Die Mikrosondenanalyse an vier Proben des Typmaterials ergab dagegen leicht abweichende Werte von 36,8 bis 37,7 Gew.-% Cu, 14,5 bis 14,9 Gew.-% As und 46,8 bis 47,7 Gew.-% Se sowie in allen Proben einen zusätzlichen Anteil von 1,8 Gew.-% Eisen (Fe). Aus diesen Werten errechnet sich die empirische Formel (Cu2,92Fe0,16)As0,98Se2,96, was zu (Cu,Fe)3AsSe3 vereinfacht wurde. Die in den runden Klammern angegebenen Elemente Kupfer und Eisen können sich dabei in der Formel jeweils gegenseitig vertreten (Substitution, Diadochie), stehen jedoch immer im selben Mengenverhältnis zu den anderen Bestandteilen des Minerals.
2019 wurde die chemische Formel für Mgriit und einige andere Minerale von der „Kommission für neue Minerale, Mineralnamen und Klassifikation“ (englisch  Commission on new Minerals, Nomenclature and Classification, CNMNC) in jeweilige Idealformel geändert.

## Kristallstruktur
Mgriit kristallisiert kubisch in der Raumgruppe Fd3m (Raumgruppen-Nr. 227) mit dem Gitterparameter a = 5,53 Å bei einer Formeleinheit pro Elementarzelle.

## Bildung und Fundorte
Mgriit bildet sich in hydrothermalen Ankerit- und Calcit-Gängen. Als Begleitminerale können neben den genannten unter anderem noch Clausthalit, Berzelianit und Umangit auftreten.
An seiner Typlokalität im Bergbaurevier Schlema-Alberoda-Hartenstein in Sachsen, das bisher auch der einzige bekannte Fundort für Mgriit ist, fand sich das Mineral in Paragenese mit weiteren Selenide wie unter anderem Berzelianit, Clausthalit und Umangit, aber auch mit Bukovit, Crookesit, Eskebornit, Eukairit und Permingeatit.